# Joy Fleming
Joy Fleming, született Erna Raad (Rockenhausen, 1944. november 15. – Sinsheim, 2017. szeptember 27.) német énekesnő.
Az 1975-ös Eurovíziós Dalfesztiválon az Ein Lied kann eine Brücke sein című dalával a 17. helyen végzett a versenyben.

## Diszkográfia
- Halbblut (1973)
- Joy Fleming – live (1974)
- Menschenskind (1975)
- Have a Good Time (1976)
- I Only Wanna Get Up and Dance (1978)
- Vocals and Keyboards (1981, Christian Schulze-val)
- Helden werden auch mal älter (1984)
- N (1987)
- Sentimental Journey (1993)
- Viele Gesichter (1994)
- Joy to the World (2002, Joy Fleming & der Jambalaya Chor)
- Winterzeit – Weihnachtslieder (2006)
- L' Attraction (2007)
- So bin ich (2010)